# Municipio de Bradley (Illinois)
El municipio de Bradley (en inglés: Bradley Township) es un municipio ubicado en el condado de Jackson en el estado estadounidense de Illinois. En el año 2010 tenía una población de 1951 habitantes y una densidad poblacional de 16,74 personas por km².

## Geografía
El municipio de Bradley se encuentra ubicado en las coordenadas 37°54′48″N 89°33′57″O / 37.91333, -89.56583. Según la Oficina del Censo de los Estados Unidos, el municipio tiene una superficie total de 116.55 km², de la cual 116,38 km² corresponden a tierra firme y (0,14 %) 0,17 km² es agua.

## Demografía
Según el censo de 2010, había 1951 personas residiendo en el municipio de Bradley. La densidad de población era de 16,74 hab./km². De los 1951 habitantes, el municipio de Bradley estaba compuesto por el 98,82 % blancos, el 0,15 % eran amerindios, el 0,15 % eran asiáticos, el 0,46 % eran de otras razas y el 0,41 % eran de una mezcla de razas. Del total de la población el 1,33 % eran hispanos o latinos de cualquier raza.